# گرگ تنها و توله: شمشیر انتقام
گرگ تنها و توله: شمشیر انتقام (به ژاپنی: 子連れ狼 子を貸し腕貸しつかまつる  Kozure Ōkami: Kowokashi udekashi tsukamatsuru) فیلمی در ژانر سینمای سامورایی به کارگردانی کنجی میسومی است که در سال ۱۹۷۲ اکران شد. از بازیگران آن می‌توان به تومیسابورو واکایاما و فومیئو واتانابه اشاره کرد.